# Landgoed Schaffelaar

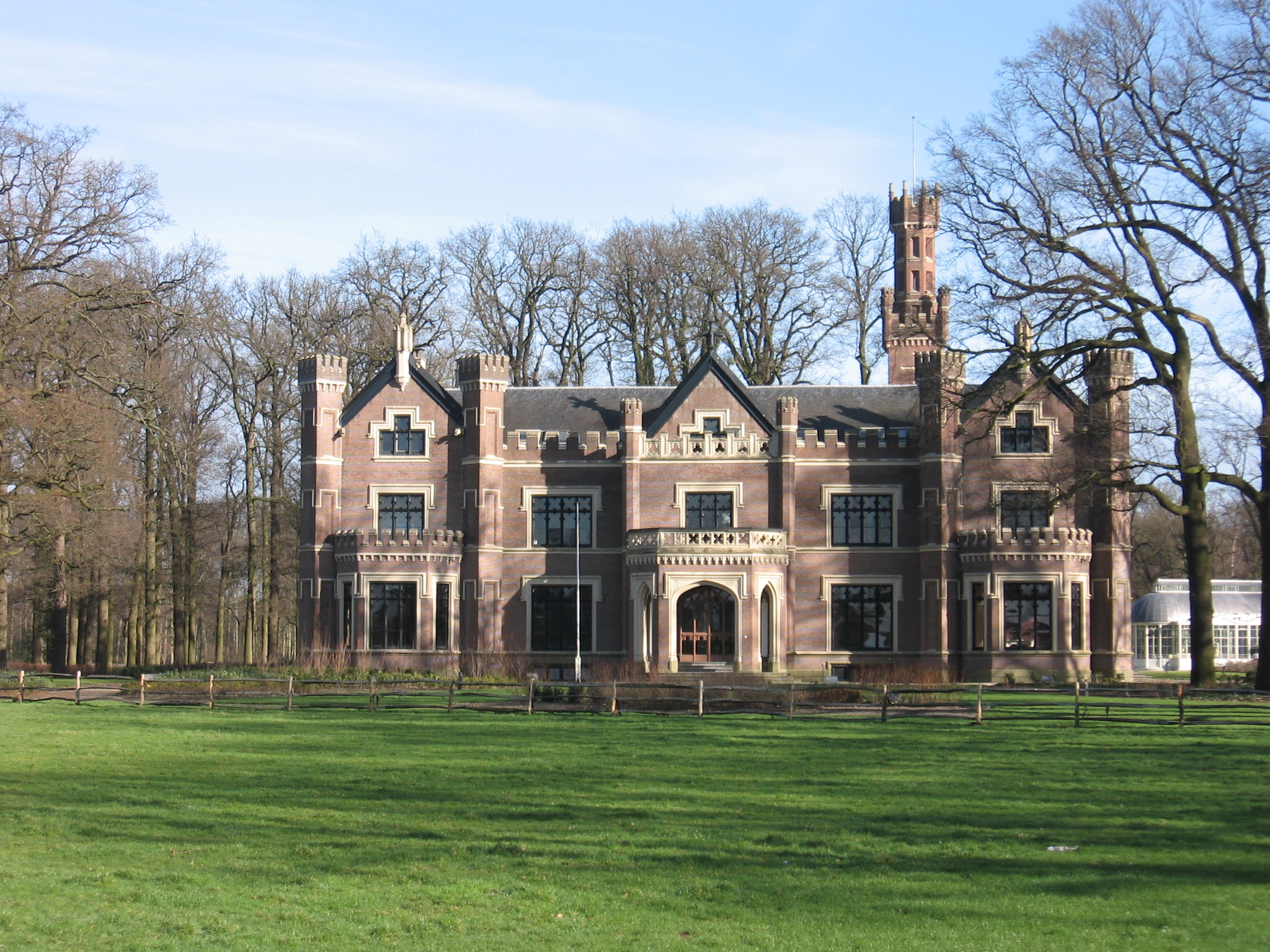
Huize De Schaffelaar, februari 2007

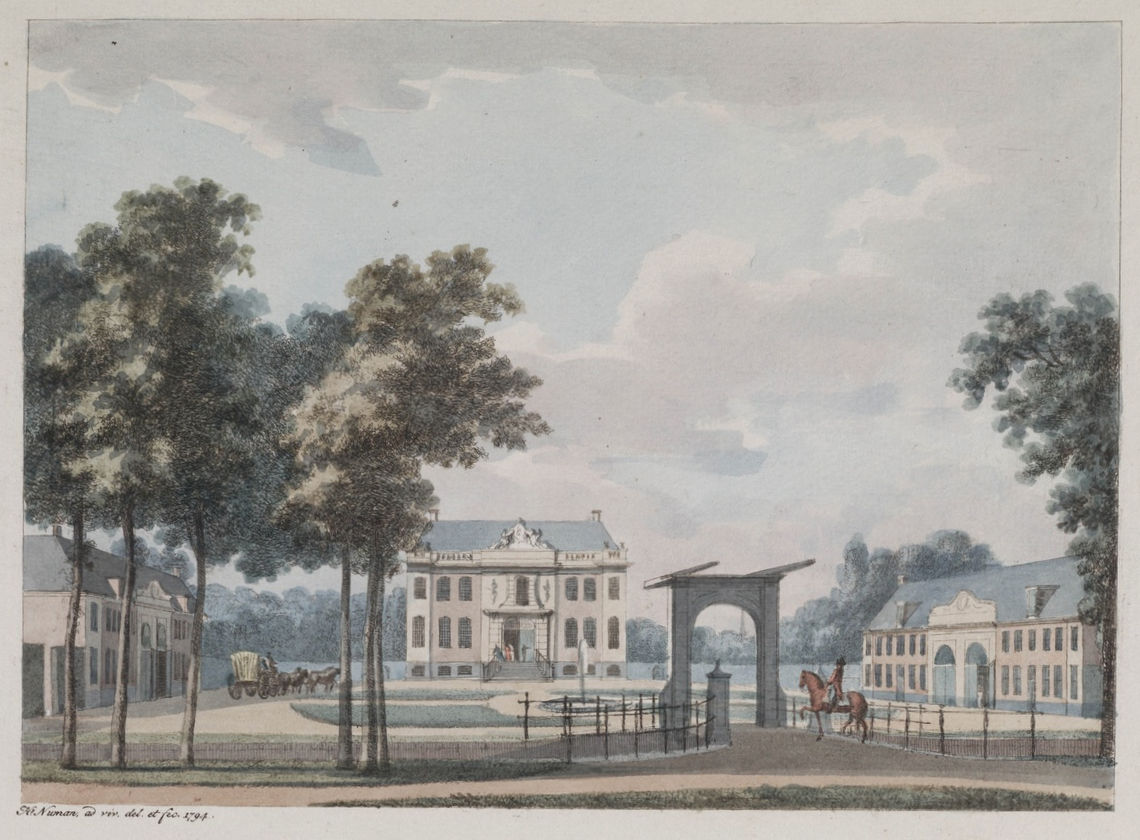
Het kasteel in 1794, vastgelegd door Hermanus Numan

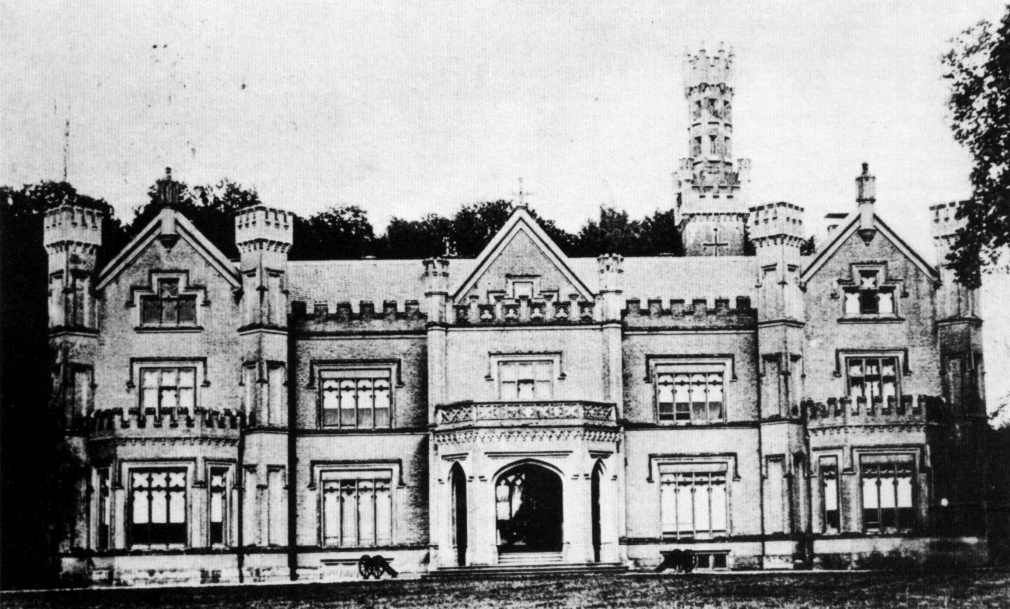
Huize De Schaffelaar, eind 19e eeuw

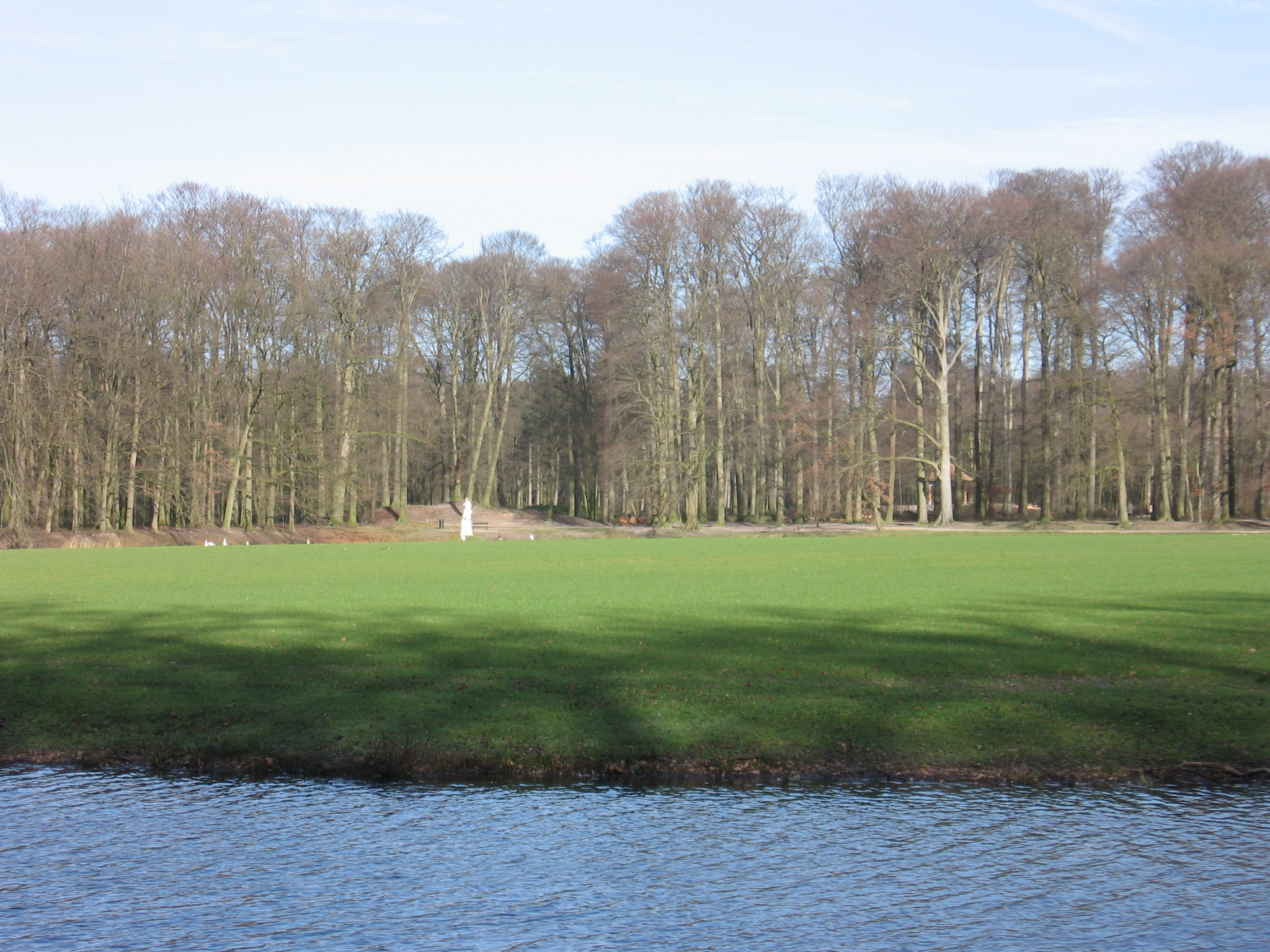
De Koewei

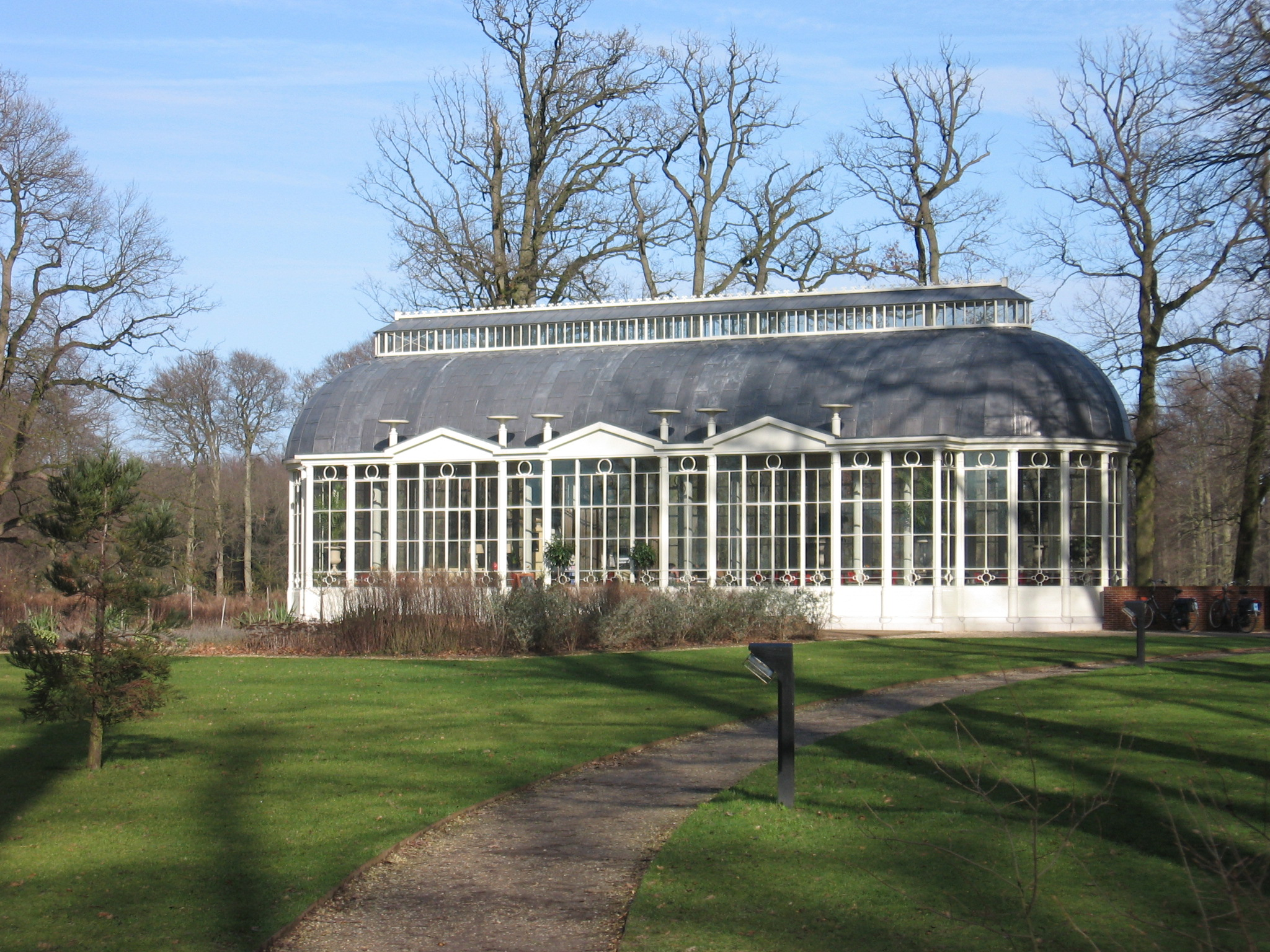
De Oranjerie van het kasteel

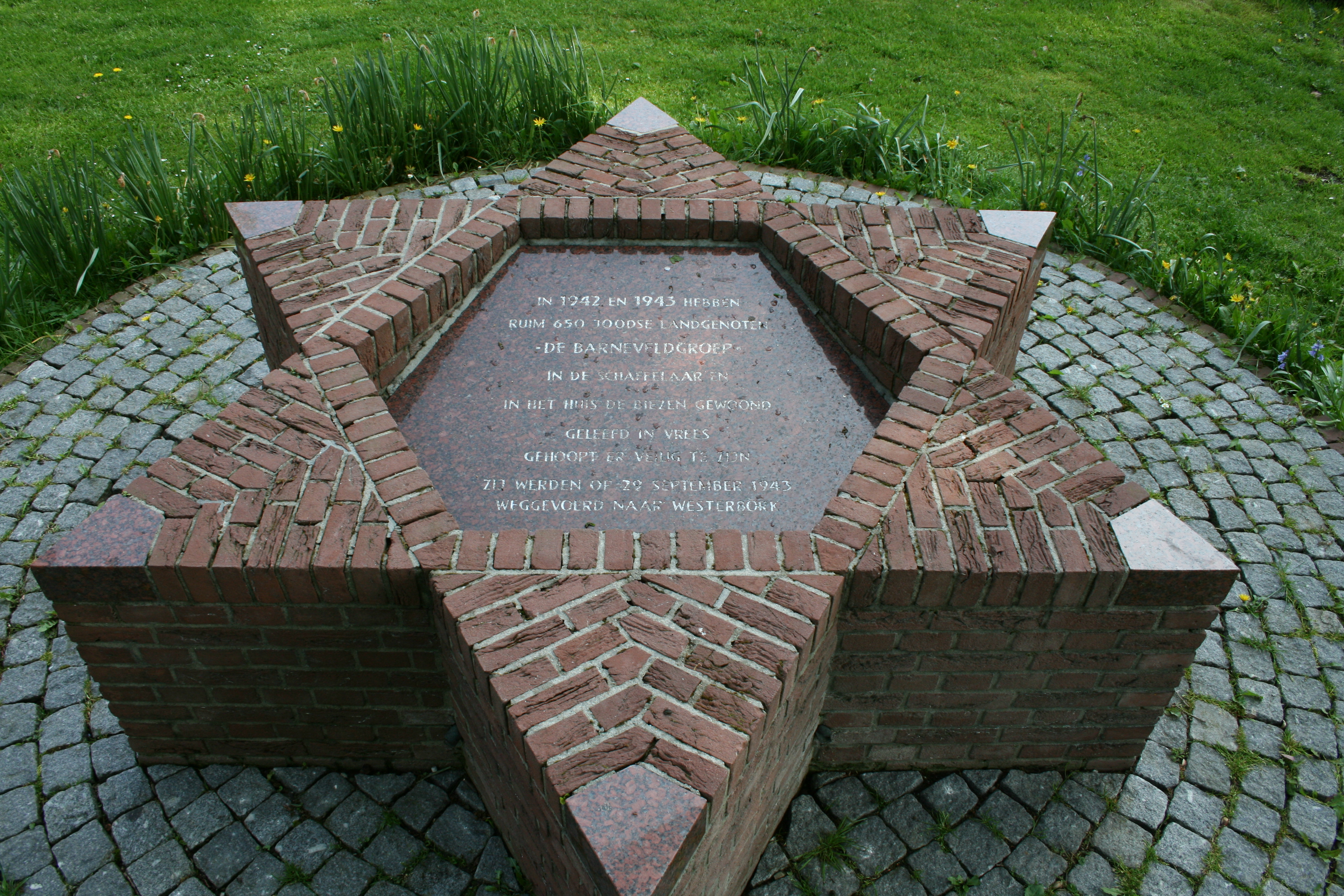
Joods monument naast huize De Schaffelaar

Landgoed Schaffelaar is een park met landhuis in Barneveld, in de Nederlandse provincie Gelderland. Het landhuis dateert van rond 1850 en wordt gezien als het belangrijkste Nederlandse landhuis in neotudorstijl. Plaatselijk wordt het Kasteel De Schaffelaar genoemd. Het behoort tot de Top 100 van de Rijksdienst voor de Monumentenzorg.

## Geschiedenis

### Ontstaan
Op hetzelfde landgoed, ongeveer 250 meter in noordwestelijke richting, stond in de 16e eeuw op de Koewei een huis, dat eerst Hackfort en later Schaffelaar (als eerbetoon aan Jan van Schaffelaar) werd genoemd. De oudst bekende bezitter van dit kasteel was Floris van Hackfort, die leefde vóór 1600. Rond 1585 werd het kasteel – toen nog met een slotgracht omgeven – verwoest door de Spanjaarden. Via Floris' kleindochter Geertruid Hackfort, dochter van Johan van Hackfort en Gerarda van Delen, kwam het landgoed met nieuw huis in handen van haar echtgenoot Nicolaas Vijgh (overl. 1663) en vervolgens vererfde het op de adellijke familie Van Essen tot Helbergen. Dit kwam doordat Geertruid Agnes Vijgh, vrouwe van de Schaffelaar (en de kleindochter van Nicolaas Vijgh, dochter van Charles Vijgh en Johanna Vijgh) in 1698 trouwde met Lucas Willem baron van Essen tot Helbergen (1643-1701). Hij was burgemeester van Harderwijk. Het pand werd in 1767 in opdracht van Van Essens gelijknamige kleinzoon Lucas Willem baron van Essen (1739-1791, begraven in de Grote Kerk te Barneveld), met een voor Gelderland ongekende stijl en luxe herbouwd. De tuin werd ontworpen door een leerling van André le Nôtre, ontwerper van de paleistuinen van Versailles.
Aangezien Van Essen geen kinderen had, werd bij het overlijden van zijn weduwe, de dichteres Margriet de Cocq barones Van Haeften in 1793, het kasteel publiekelijk geveild door de erfgenamen. Dit waren twee kleinkinderen van de tante van Van Essen, namelijk het echtpaar, tevens neef en nicht Jan Arend baron de Vos van Steenwijk (1746-1813) en Conradina Wilhelmina van Isselmuden tot Paaslo (1746-1796).
In 1800 brandde het huis af.
In 1808 kocht Jasper Hendrik baron van Zuylen Van Nievelt (1751-1828), ambtsjonker van Barneveld en maire aldaar, het landgoed, dat in 1828 op zijn gelijknamige neef (een kleinzoon van zijn broer) overging. Deze maakte in 1840 plannen voor een nieuw huis in classicistische trant. Deze plannen werden gewijzigd tot een huis in neogotische trant. Dat gebeurde in 1852, het jaar waarin Van Zuylen van Nievelt (1808-1877) in het huwelijk trad met Jeanne Cornélie barones Van Tuyll van Serooskerken (1822-1890). Jasper Hendrik van Zuylen van Nievelt was een broer van Gerrit Willem van Zuylen van Nievelt die burgemeester van Barneveld werd. Op 1 april 1852 legde opdrachtgever Jasper Hendrik baron van Zuylen van Nievelt de eerste steen voor een nieuw landhuis, zo'n 250 meter dichter bij het dorp. De architectuur van deze nieuwe 'De Schaffelaar' is van de hand van A. van Veggel. Het pand werd door verscheidene mensen, onder wie bovengenoemde baron Van Zuylen bewoond, maar in 1935 werden de kosten zo hoog, dat er slechts van tijd tot tijd mensen waren die zich het landhuis konden veroorloven. Het werd niet meer permanent bewoond.

### Tweede Wereldoorlog
Tijdens de Tweede Wereldoorlog werd het gebouw door de Duitse bezetter gebruikt als reserveringskamp, om joodse Nederlanders die volgens het Plan-Frederiks van maatschappelijk belang waren, te interneren.  Het kamp werd samen met Huize de Biezen  Huize De Biezen (250 Joden) het Joods Tehuis Barneveld. In het kamp zaten tussen december 1942 en september 1943 ongeveer 450 Joden op de Schaffelaar geïnterneerd. 
De betreffende Joden in Villa Bouchina Villa Bouchina te Doetinchem hadden bijvoorbeeld in de Eerste Wereldoorlog aan Duitse zijde gevochten, of waren lid geweest van de NSB.
Nadat de Joden op 29 september 1943 naar Westerbork waren overgebracht en op 4 september 1944 op transport naar Theresienstadt waren gesteld, werden er in De Schaffelaar bejaarden ondergebracht die wegens bombardementen de Randstad waren ontvlucht. Vervolgens huisvestte het gebouw na de oorlog achtereenvolgens een revalidatiecentrum voor oorlogsinvaliden, de Stafschool Bescherming Bevolking, een typeschool en een sportschool.

## Huidige omstandigheden
In 1967 verkocht de toenmalige eigenaresse, de achterkleindochter van Jasper Hendrik baron van Zuylen van Nievelt, J.L.A. Clifford Kocq van Breugel-barones van Nagell, vrouwe van Schaffelaar het "kasteel" voor het symbolische bedrag van fl. 1,- aan de gemeente Barneveld. Het landgoed eromheen werd eigendom van Het Geldersch Landschap. De gemeente liet het vervolgens in de periode september 1977 tot december 1979 volledig restaureren en in 1987 werd er een door oud-gevangene Ralph Prins ontworpen monument onthuld, waarna het tot 2002 werd gebruikt als huisvesting voor buitenlandse studenten. Anno 2010 wordt het kasteel als zalenaccommodatie gebruikt en verhuurd voor feesten en partijen en huwelijksvoltrekkingen.

## Het Schaffelaarsebos
Het Schaffelaarsebos, de tuin en de zogenaamde Koewei zijn in 2005 opgeknapt door Het Geldersch Landschap. De Oranjerie is herbouwd en wordt als restaurant gebruikt. De totale oppervlakte van het landgoed bedraagt 94 hectare.